# Großer Montiggler See

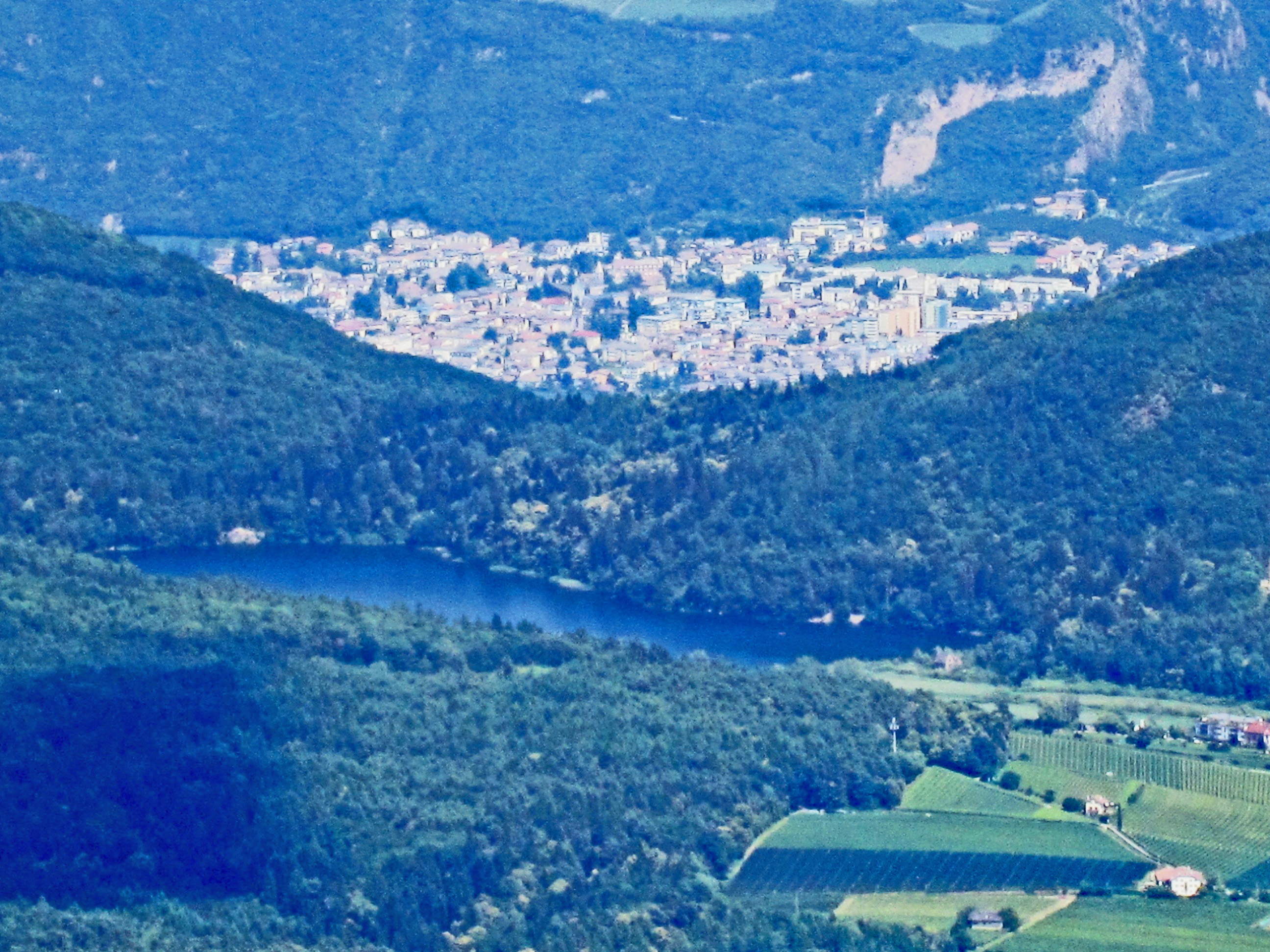
Blick auf den Großen Montiggler See vom Mendelpass aus; im Hintergrund Leifers

Der Große Montiggler See (italienisch Lago Grande di Monticolo) befindet sich im Überetsch in Südtirol (Italien).

## Lage
Der See liegt auf 492 m Höhe im Montiggler Wald auf dem Mitterberg, etwas nordöstlich von Montiggl, einer Fraktion der Gemeinde Eppan. Erreichbar ist er über mehrere Wanderwege aus verschiedenen Richtungen und mit dem Auto von St. Michael, dem Hauptort von Eppan, her. Wenige Hundert Meter nordöstlich befindet sich der zur Gänze von Wald umschlossene Kleine Montiggler See.

## Topographie
Der Große Montiggler See ist etwa 17,8 ha groß, seine Uferlinie ist 2,02 km lang. Mit einer mittleren Tiefe von 8,4 m (maximal: 11,5 m) fasst er ein Volumen von fast 1,5 Millionen m³. Das Einzugsgebiet des Sees ist ca. 2,3 km² groß. An seinem Nordostende ist der Uferverlauf teilweise felsig, am Südwestende geht das Gewässer in einen Sumpf über.
Entwässert wird der See über den Angelbach.

## Ökologie
Der Große Montiggler See wird als meso- bis eutroph eingestuft. Der große Nährstoffgehalt ergibt sich aus drei Faktoren: einer hohen natürlichen Belastung (etwa Laub, Staub), dem sehr geringen Wasseraustausch und der starken menschlichen Nutzung. Als Schutzmaßnahme wird seit 1980 periodisch Tiefenwasser abgepumpt. In den Wintermonaten kommt es außerdem zu einem Schilfschnitt, der Verlandungstendenzen bremsen soll.
Analysen der Wasserqualität in Hinblick auf eine Eignung als Badesee erbrachten sehr gute Ergebnisse.

## Menschliche Nutzung
Das Gebiet der Montiggler Seen dient als stark besuchtes Naherholungsgebiet. An der Westseite des Großen Sees gibt es touristische Infrastrukturen mit einem Badesteg, Restaurant, Hotel und Freibad.

## Geschichtliches
Von Gottfried Seelos wurde 1853 eine lavierte Zeichnung mit der Bezeichnung Montikleersee in Südtirol auf einer Ausstellung des Österreichischen Kunstvereins in Wien gezeigt.
Der Südtiroler Maler und Grafiker Max Sparer verbrachte seine letzten Lebensjahre im sogenannten Schlössl, einem historistischen, burgähnlichen Gebäude am Südwestende des Sees, das 1888 im Auftrag von Josef von Zastrow (Josef Heinrich von Zastrow-Sängerhoff), dem Besitzer von Ansitz Aichberg, errichtet wurde.